# Robert Leffler
Robert Leffler (Aschersleben, 1º settembre 1866 – Düsseldorf, 15 marzo 1940) è stato un attore cinematografico, regista e cantante lirico tedesco.

## Biografia
Robert Leffler nacque ad Aschersleben, Germania, il 9 gennaio 1866. Dopo aver completato gli studi di canto a Berlino, iniziò la sua carriera artistica nel 1889 al Teatro Municipale di Basilea. Nel corso degli anni, si esibì come basso in numerosi teatri d'opera europei, tra cui quelli di Norimberga, Meiningen, Lubecca, Riga, Mosca e Düsseldorf. A Düsseldorf, ricoprì per 17 anni il ruolo di direttore e regista d'opera.
Nel 1919, Leffler intraprese la carriera cinematografica, apparendo in 54 film fino al 1936. Tra le sue interpretazioni più note vi sono ruoli in Il castello incantato (1921), I Buddenbrook (1923) e Bismarck 1862–1898 (1927). Oltre alla recitazione, diresse 15 film, tra cui Il coraggio di peccare (1918) e Angelo, il mistero del castello Drachenegg (1920).
Robert Leffler morì a Düsseldorf il 15 marzo 1940, all'età di 74 anni.

## Filmografia parziale

### Attore
- Im Schatten des Glücks (1919)
- Il castello incantato (Das Spukschloß im Spessart) (1921)
- I Buddenbrook (1923)
- Friedrich Schiller – Una giovinezza poetica (1923)
- La guardia nera (1925)
- L'abisso d'oro (1927)
- Bismarck 1862–1898 (1927)
- Il vecchio Fritz (1928)
- La ragazza crocifissa (1929)
- Rose fioriscono sulla tomba di brughiera (1929)

### Regista
- Il coraggio di peccare (Der Mut zur Sünde) (1918)
- Im Schatten des Glücks (1919)
- Angelo, il mistero del castello Drachenegg (Angelo, das Mysterium des Schlosses Drachenegg) (1920)